# Pedro Luiz Stringhini
Dom Pedro Luiz Stringhini (Laranjal Paulista, 17 de agosto de 1953) é um bispo católico da Diocese de Mogi das Cruzes.

## Biografia
Ingressou no Seminário Menor São Carlos Borromeo de Sorocaba. De 1977 a 1980 seguiu os estudos filosóficos e teológicos na Pontifícia Faculdade Nossa Senhora de Assunção em São Paulo. Sendo ordenado sacerdote em 9 de agosto de 1980 por Dom Paulo Evaristo Arns. Em 1990 obteve a licença nos escritos sagrados, no Instituto Bíblico Pontifício de Roma.
Em 3 de janeiro de 2001, foi nomeado pelo Papa João Paulo II Bispo Titular de Ita e Auxiliar da Arquidiocese de São Paulo. Recebeu a ordenação Episcopal no dia 10 de março de 2001, sendo ordenado Cardeal Cláudio Hummes, então Arcebispo Metropolitano de São Paulo e como Co-ordenantes, o Cardeal Paulo Evaristo Arns e Dom Luciano Pedro Mendes de Almeida. Na Arquidiocese de São Paulo foi vigário episcopal da Região Belém.
De 2007 a maio de 2011 foi membro do CONSEP da CNBB, sendo presidente da Comissão Episcopal Pastoral para o Serviço da Caridade, da Justiça e Paz, também de 2007 a 2011 foi bispo responsável da Pastoral Carcerária a nível nacional.
No dia 30 de dezembro de 2009 foi nomeado pelo Papa Bento XVI para ser bispo da Diocese de Franca. Pouco tempo após ser empossado, em 4 de março de 2010, o prelado foi internado às pressas no Hospital do Coração do município com fortes dores no peito. Constatado um quadro de infarto agudo do miocárdio, Stringhini foi submetido aos procedimentos para a desobstrução da artéria coronária e, também, a uma angioplastia primária. Recebeu alta após três dias e, seguindo o conselho dos médicos, passou quinze dias de repouso junto à família antes de retornar às suas atividades.
Aos 25 de junho de 2011 teve seu nome divulgado como membro da Comissão Episcopal Pastoral para o Serviço da Caridade, da Justiça e da Paz da CNBB.
No dia 19 de setembro de 2012 o Papa Bento XVI o transferiu da Diocese de Franca, nomeando-o bispo da Diocese de Mogi das Cruzes.